# 大卫·贝内特
大卫·贝内特（英語：David Bennett Sr.，1964年—2022年3月8日）是一名美国人，他是全球第一个接受转基因猪心脏异种移植的患者。2022年1月7日，57岁的他接受了基因编辑過的猪心脏移植，不過他在术后存活了大约两个月便因病情惡化去世。